# Тхабо-Мофуцаньяна
Тхабо Мофутсаньяне (англ. Thabo Mofutsanyane District Municipality) — район провинции Фри-Стейт (ЮАР). Административный центр — Пхутхадитжхаба. Район назван в честь Тхабо Мофутсаньяне — борца с апартеидом, члена компартии ЮАР. Большинство населения района говорит на языке сесото.

## Административное деление
В состав района Тхабо Мофутсаньяне входит пять местных муниципалитетов и национальный парк:
- Малути а Пхофунг (местный муниципалитет)
- Дихлабенг (местный муниципалитет)
- Сетсото (местный муниципалитет)
- Нкетоана (местный муниципалитет)
- Пхумелеа (местный муниципалитет)
- Голден-Гейт-Хайлендс (национальный парк)